# Mandi (stad)
Mandi is een nagar panchayat (plaats) in het district Mandi van de Indiase staat Himachal Pradesh. 

## Demografie
Volgens de Indiase volkstelling van 2001 wonen er 26.858 mensen in Mandi, waarvan 53% mannelijk en 47% vrouwelijk is. De plaats heeft een alfabetiseringsgraad van 84%. 